# I'm Your Baby Tonight
I'm Your Baby Tonight släpptes den 6 november 1990 och är ett album av den amerikanska popsångerskan Whitney Houston.

## Låtlista
() = låtskrivare
1. "I'm Your Baby Tonight" (Babyface, L.A. Reid) – 5:00
2. "My Name Is Not Susan" (Eric Foster White) – 4:40
3. "All the Man That I Need" (Michael Gore, Dean Pitchford) – 4:11
4. "Lover for Life" (Sam Dees) – 4:49
5. "Anymore" (Babyface, Reid) – 4:23
6. "Miracle" (Babyface, Reid) – 5:42
7. "I Belong to You" (Derek Bramble, Franne Golde) – 5:31
8. "Who Do You Love" (Hubert Eaves III, Luther Vandross) – 3:56
9. "We Didn't Know" (Stevie Wonder) – 5:31
10. "After We Make Love" (Gerry Goffin, Michael Masser) – 5:06
11. "I'm Knockin'" (Rhett Lawrence, Ricky Minor, Benjamin Winans) – 4:58